# Swift J1749.4-2807
Swift J1749.4-2807 of kortweg J1749 is een milliseconde-röntgenpulsar in een dubbelstersysteem dat zich bevindt op een afstand van 22.000 lichtjaar in het sterrenbeeld Slangendrager. Eerder werd de pulsar verward met een gammaflits. Het kreeg zelfs de daarbij behorende aanduiding GRB 060602B. Mogelijk betreft het echter ook geen pulsar, maar een quarkster.
De pulsar en haar begeleider draaien in 8,8 uur om elkaars massamiddelpunt. Vanaf de Aarde gezien, schuiven de twee daarbij voor elkaar langs. Doordat tijdens deze zogenaamde transitie afwisselend de röntgenstraling van de pulsar of het licht van haar begeleider gedurende 36 minuten geblokkeerd wordt, is het mogelijk om gegevens te berekenen betreffende de diameter, massa en de baansnelheid. Dit is nog niet eerder gelukt bij een pulsar.